# Bảo tàng Nhà nước Przypkowski ở Jędrzejów
Bảo tàng Nhà nước Przypkowski ở Jędrzejów (tiếng Ba Lan: Państwowe Muzeum im. Przypkowskich w Jędrzejowie), còn được gọi là Bảo tàng Przypkowski hoặc Bảo tàng Đồng hồ Mặt Trời Przypkowski, là một bảo tàng tọa lạc tại số 7-8 Quảng trường T. Kościuszki, Jędrzejów, Ba Lan. Hoạt động của bảo tàng tập trung vào việc trưng bày đồng hồ Mặt Trời và các dụng cụ thiên văn. 

## Lịch sử
Bộ sưu tập cơ sở của bảo tàng là bộ sưu tập tư nhân của Feliks Przywkowski. Từ năm 1895, ông bắt đầu thu thập những chiếc đồng hồ Mặt Trời cổ, đồng thời cũng thu thập các tài liệu về đồng hồ Mặt Trời. Bộ sưu tập này sau đó được con trai ông là Tadeusz Przypkowski mở rộng đáng kể.
Triển lãm thường trực của bộ sưu tập Feliks Przywkowski chính thức mở cửa cho công chúng tại Jędrzejów vào năm 1909. Kể từ đó, bộ sưu tập của bảo tàng không ngừng được mở rộng và trưng bày tại các tòa nhà khác nhau ở Jędrzejów, ngoại trừ trong hai cuộc chiến tranh thế giới. Bảo tàng bố trí các triển lãm trong hai ngôi nhà lịch sử: hiệu thuốc cũ được xây dựng vào năm 1712 và nơi ở của gia đình Przywkowski từ năm 1906.